# Borgou
Borgou är ett av Benins tolv departement och täcker ett område i den östra delen av landet, med gräns mot Nigeria. Den administrativa huvudorten är Parakou. Befolkningen uppgick till 1 214 249 invånare vid folkräkningen 2013, på en yta av 25 856 km². Borgou delades år 1999 upp i de två departementen Borgou och Alibori.

## Administrativ indelning

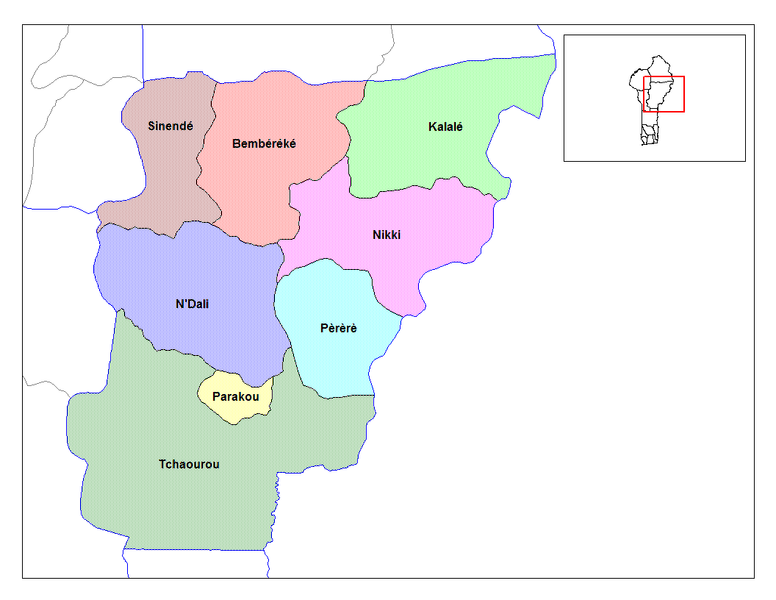
Karta över Borgous kommuner.

Departementet är indelat i åtta kommuner:
- Bembéréké
- Kalalé
- N'Dali
- Nikki
- Parakou
- Pèrèrè
- Sinendé
- Tchaourou